# Милена Авонеди
Милена Авонеди е българска писателка, авторка на проза и фантастика.

## Биография
Родена е в гр. Лом през 1964 г. Завършва право в Софийския университет, но се отдава на литературна дейност. Дебютира през 1991 г. в конкурса „Павел Вежинов“ с разказа „Мелодия за клептомани“ (според друг източник дебютира с разказа „Черно и бяло“). Тя има самостоятелна рубрика в „Радио Франс ентернасионал“ за България.
Умира на 15 януари 2003 г.
В гр. Лом се организира ежегоден литературен конкурс в нейна памет.

## Награди
- 1998 г. – награда в конкурс в памет на Рашко Сугарев.[3]
- 1999 г. – втора награда в конкурса „Светлоструй“ за сборника „Нощно пътуване“.
- 2000 г. – първа награда за „дамско белетристично произведение на морално-етични теми“ от Национален граждански форум „Българка“, отново за сборника „Нощно пътуване“.
- 2000 г. – Националната литературна награда по повод 150-годишнината от рождението на Иван Вазов и Захарий Стоянов.[1]

## Произведения
- Авонеди, Милена. Момичето и той.   София, Асфен, 1993. с. 150.
- Авонеди, Милена. Гневно слънце.   София, Весела Люцканова, 1999. с. 248.
- Авонеди, Милена. Изповеди.   София, Аси-принс, б.г. с. 155.
- Авонеди, Милена. Нощно пътуване.   София, Аб Издателско ателие, 2000. с. 98.
- Авонеди, Милена. Кажи ми.   София, Анубис, 2001. с. 236.